# MiG-5 (航空機)
 MiG-5 / МиГ-5
AM-37を搭載するMiG-5 1号機«T»
- 用途：戦闘機
- 設計者： ミコヤン・グレヴィッチ設計局
- 製造者：
- 運用者：試作のみ
- 運用状況：退役

MiG-5（ミグ5；ロシア語:МиГ-5ミーク・ピャーチ）またはDIS-200（Дальний Истребитель Сопровождения ДИС-200ヂース・ドヴィェースチ）は、ソ連のミコヤン・グレヴィッチ設計局が試作したレシプロ双発護衛戦闘機である。

## 概要
1940年8月、ソ連空軍は、ミコヤン・グレヴィッチ設計局にPe-8長距離爆撃機を護衛する長距離護衛戦闘機の開発を求めた。これに応じた設計局はDIS-200設計案を提出、空軍は更にDIS-200を多用途に活用しようと護衛戦闘機型の他に爆撃、雷撃、偵察を行う軽爆撃機型の開発も要求し、翌1941年1月にはMiG-5の名称を与え、試作1号機«T»は同年5月15日に初飛行した。
しかし、テストの結果速度性能が大幅に計画値を下回り、更に6月のドイツ侵攻によって生産機種を絞ることになり、当機も整理の対象となって不採用となった。
混乱の中、設計局は起死回生に、不調続きのAM-37エンジンからM-82エンジンに換装した試作2号機«IT»を開発するも、工場疎開などで製作は遅れに遅れ、完成したのは1942年だった。しかし、この頃のソ連軍は前線支援で手一杯でとてもPe-8による戦略爆撃など敢行出来ず、長距離護衛戦闘機自体の必要性が薄れ、一方軽爆撃機型についてもPe-2の量産体制が整っており、たとえMiG-5の性能が上回っていても、今更生産機種を切り替えるのは得策ではないとして採用されず、MiG-5は存在意義を失い2号機«IT»は初飛行したものの開発中止となった。

## スペック(1号機)
- 全長：10.87m
- 全幅：15.10m
- 全高：3.40m
- 翼面積：38.90m2
- 空虚重量：5,446kg
- 最大離陸重量：8,000kg
- 最大速度：610km/h
- エンジン：ミクーリンAM-37液冷V型12気筒エンジン（出力1400hp） 2基
- 航続距離：2,280km
- 実用上昇限度：10,900m
- 最大爆弾搭載量：1000kg
- 武装：23mm VYa-23機関砲 1門、12.7mm BS機関銃 2挺、7.62mm ShKAS機関銃 4挺
- 乗員：1名